# Class of ’96
Class of ’96 ist eine US-amerikanische Fernsehserie. Die Serie umfasst nur eine Staffel mit 17 Folgen und wurde vom 19. Januar bis zum 25. Mai 1993 auf Fox ausgestrahlt.

## Handlung
Die Serie handelt von den sieben Highschoolabsolventen David Morrisey, Whitney Reed, Antonio Hopkins, Samuel Dexter, Jessica Cohen, Patty Horvath und Robin Farr, die gemeinsam ihr erstes Jahr im Havenhurst College erleben.

## Episodenliste
| Nr. (ges.) | Nr. (St.) | Deutscher Titel            | Originaltitel                            | Erstausstrahlung USA | Deutschsprachige Erstausstrahlung (D) |
| ---------- | --------- | -------------------------- | ---------------------------------------- | -------------------- | ------------------------------------- |
| 1          | 1         | ...und die Sonne geht auf  | Pilot                                    | 19. Jan. 1993        | 2. Jan. 1994                          |
| 2          | 2         | Die Straßen von Brooklyn   | They Shoot Baskets, Don’t They?          | 26. Jan. 1993        | 9. Jan. 1994                          |
| 3          | 3         | Von Prinzen und Fröschen   | Breaking up is Hard to Overdue           | 2. Feb. 1993         | 16. Jan. 1994                         |
| 4          | 4         | Alles unter Kontrolle      | Midterm Madness                          | 9. Feb. 1993         | 23. Jan. 1994                         |
| 5          | 5         | Die große Sause            | Look Homeward Angela                     | 16. Feb. 1993        | 30. Jan. 1994                         |
| 6          | 6         | Ein kleines Mißverständnis | The Adventures of Pat’s Man and Robin    | 23. Feb. 1993        | 6. Feb. 1994                          |
| 7          | 7         | Eine erwachsene Affäre     | David is Authorized                      | 2. März 1993         | 13. Feb. 1994                         |
| 8          | 8         | Auf der rechten Seite      | The Accused                              | 9. März 1993         | 6. März 1994                          |
| 9          | 9         | König der Zweideutigkeit   | When Whitney Met Linda                   | 16. März 1993        | 13. März 1994                         |
| 10         | 10        | Überraschende Wahrheiten   | Parents Weekend                          | 23. März 1993        | 20. März 1994                         |
| 11         | 11        | Doppel-Delta               | The Best Little Frat House at Havenhurst | 30. März 1993        | 27. März 1994                         |
| 12         | 12        | Kaltes Feuer               | Bright Smoke, Cold Fire                  | 6. Apr. 1993         | 10. Apr. 1994                         |
| 13         | 13        | Aus gutem Hause            | Greenwich Mean Time                      | 20. Apr. 1993        | 17. Apr. 1994                         |
| 14         | 14        | Nachhilfe in Liebe         | Educating David                          | 27. Apr. 1993        | 24. Apr. 1994                         |
| 15         | 15        | Ein erfahrener Liebhaber   | Howie Farr is Too Far                    | 4. Mai 1993          | 1. Mai 1994                           |
| 16         | 16        | Mann, jung, ledig, sucht … | The Jessica File                         | 11. Mai 1993         | 8. Mai 1994                           |
| 17         | 17        | Trennung auf Zeit          | See You in September                     | 25. Mai 1993         | 15. Mai 1994                          |